# Dominique Fourcade
Pour les articles homonymes, voir Fourcade.

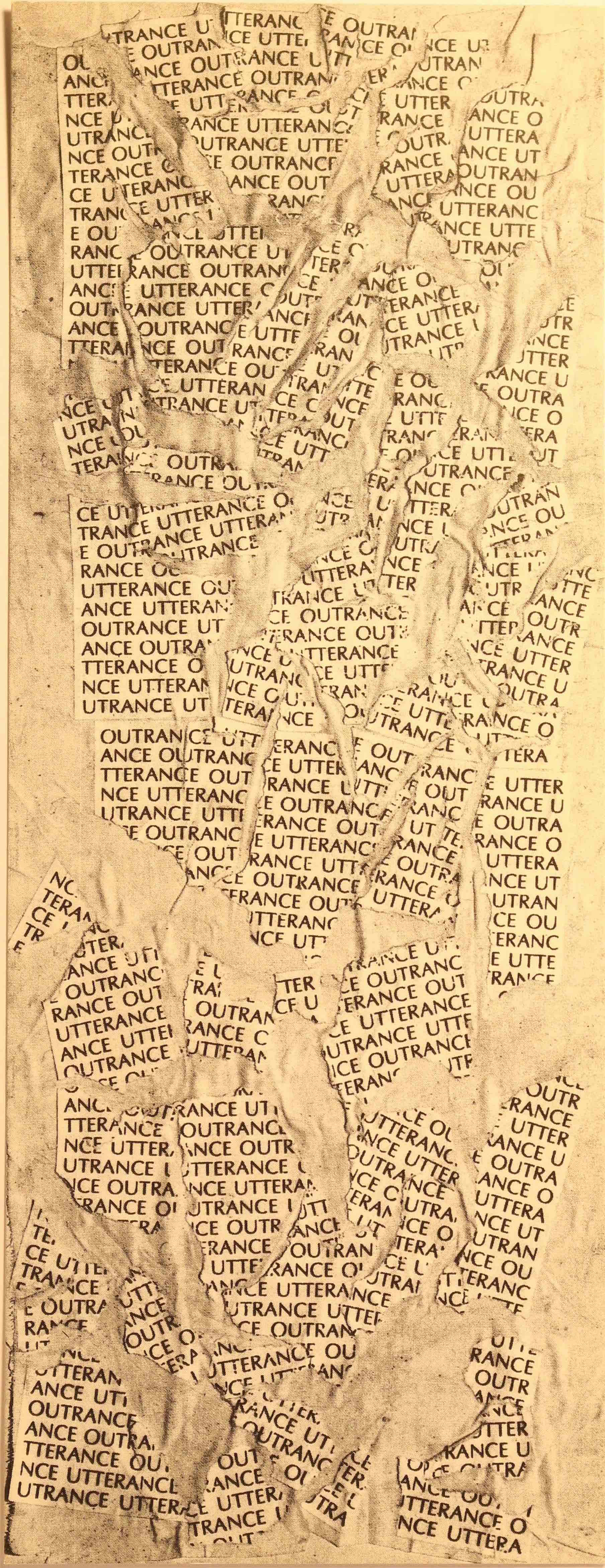
Marque-page par Simon Hantaï, 1990.

Dominique Fourcade, né le 1er mai 1938 à Paris, est un écrivain et poète français. 

## Biographie
À partir de 1958, Dominique Fourcade entretient pendant une quinzaine d'années une amitié très étroite avec René Char dont il dirige en 1971 le Cahier de l'Herne. En 1972, il achève un travail commencé quatre ans plus tôt en publiant les Écrits et propos sur l’art de Matisse aux éditions Hermann.

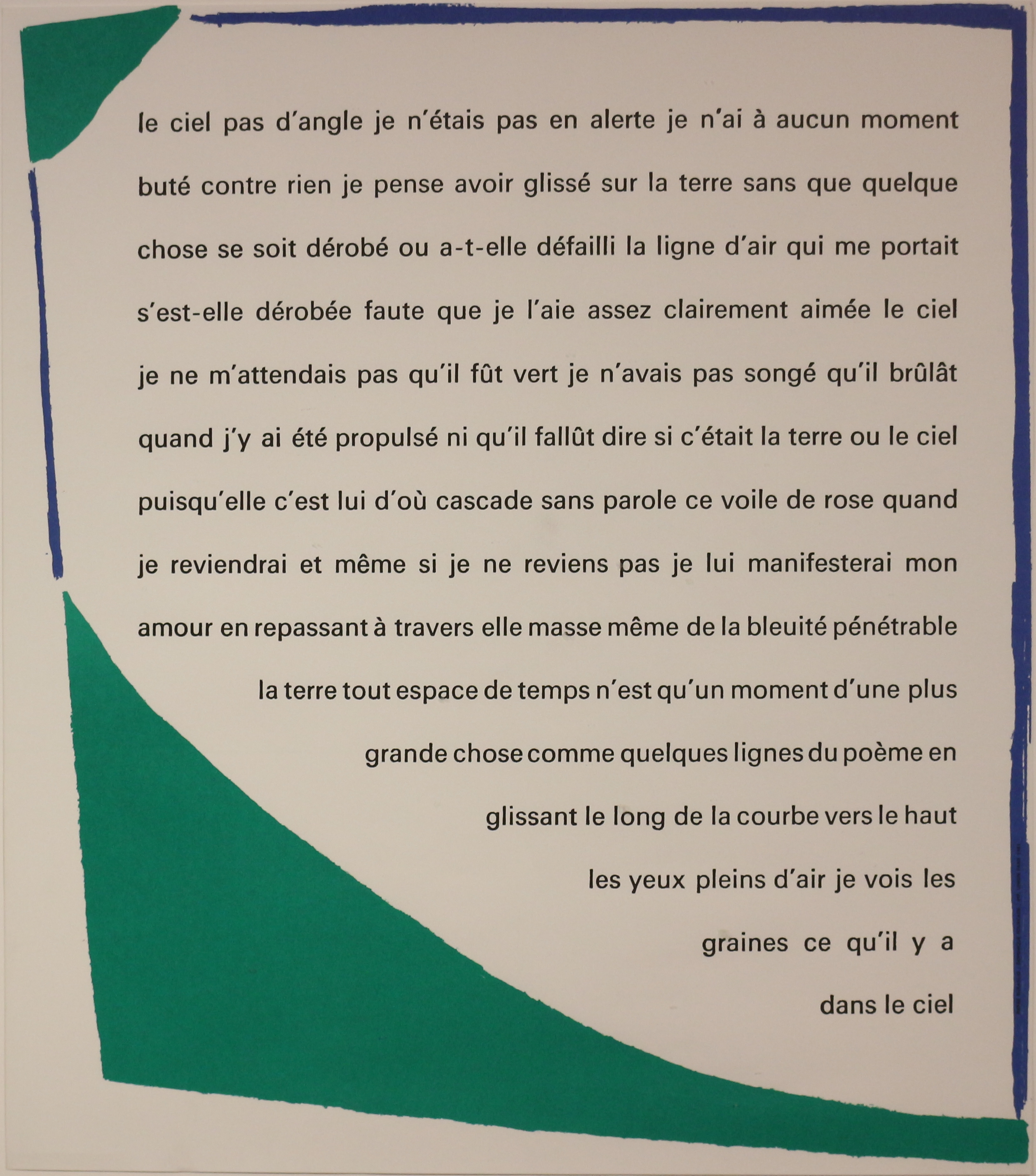
“le ciel pas d'angle”, affiche réalisée avec Pierre Buraglio, 1981.

Pendant une dizaine d’années, entre 1972 et 1982 environ, Dominique Fourcade ne publie pas de poésie et n’en écrit que très peu. C’est principalement en dialogue avec les figures du moderne en peinture (Matisse, comme le montre son essai republié aux éditions du Centre Pompidou Rêver à trois aubergines, mais aussi Cézanne, comme le montre le n° 43 de Le ciel pas d’angle), en danse ou en sculpture que Dominique Fourcade élabore une poétique entièrement nouvelle dont Le ciel pas d’angle et Rose-déclic sont les deux coups d’envoi, publiés respectivement en 1983 et 1984 aux éditions P.O.L. 
Dans le prolongement du travail sur Matisse, il se rend en 1973 aux États-Unis où il se lie notamment avec Clement Greenberg et découvre de manière générale l’art moderniste de son temps, en particulier dans la sculpture alors inconnue en France : celle de David Smith auquel il a consacré un texte dans le catalogue de l’exposition de 2006 au Centre Pompidou, celle d'Anthony Caro dont il fait à cette date la connaissance, et celle de Michael Steiner dont il fut également proche et à qui il a consacré plusieurs textes.
À New York, il rencontre aussi des poètes de cette ville, dont John Ashbery, par exemple, qu’il lit depuis déjà longtemps. Mais il fait également la connaissance de James Schuyler, dont il introduit la poésie en France grâce aux traductions qu’il publie dans l’anthologie Vingt poètes américains éditée par Michel Deguy et Jacques Roubaud en 1980 aux éditions Gallimard. Il fera plus tard la connaissance de Susan Howe dont il partage notamment la grande proximité avec la poésie d’Emily Dickinson, et il encourage la diffusion de sa poésie en France.
Présents dans toute sa poésie depuis Le ciel pas d’angle, les États-Unis donnent lieu au vaste poème « Amérique » dans Le sujet monotype publié en 1997.
C’est également dans le cadre du travail sur Matisse qu’il fait la connaissance de Jean Fournier qui lui fait rencontrer Simon Hantaï au moment de la parution des Écrits et propos sur l’art de Matisse. À partir de cette date, Dominique Fourcade n’aura de cesse de faire connaître l’importance de l’œuvre de Hantaï, jusqu’à la première grande rétrospective qu’il organise en 2013 après la mort du peintre au Centre Georges Pompidou avec Isabelle Monod-Fontaine et Alfred Pacquement. Le n° 44 de Le ciel pas d’angle, le livre sans lasso et sans flash  et Simon Hantaï (thème, motif, motet, parenthèses) sont des poèmes écrits à partir de et en écho à l’œuvre de Hantaï à laquelle il a également consacré des études, notamment dans les catalogues des expositions de 1977 et 2013 au Musée national d'Art moderne. Cette exposition est venue parachever des années de travail consacrées à rendre visibles et compréhensibles la poétique et le modernisme de Matisse.
Dominique Fourcade a réalisé trois autres expositions de premier plan : Henri Matisse. Dessins et sculpture au Musée National d'Art Moderne du Centre Pompidou en 1975 ; Matisse : The Cut-Outs en 1977 à Washington, la première rétrospective consacrée aux papiers découpés, et en 1986, à Washington également : Henri Matisse : The early years in Nice, 1916-1930.

## Ouvrages

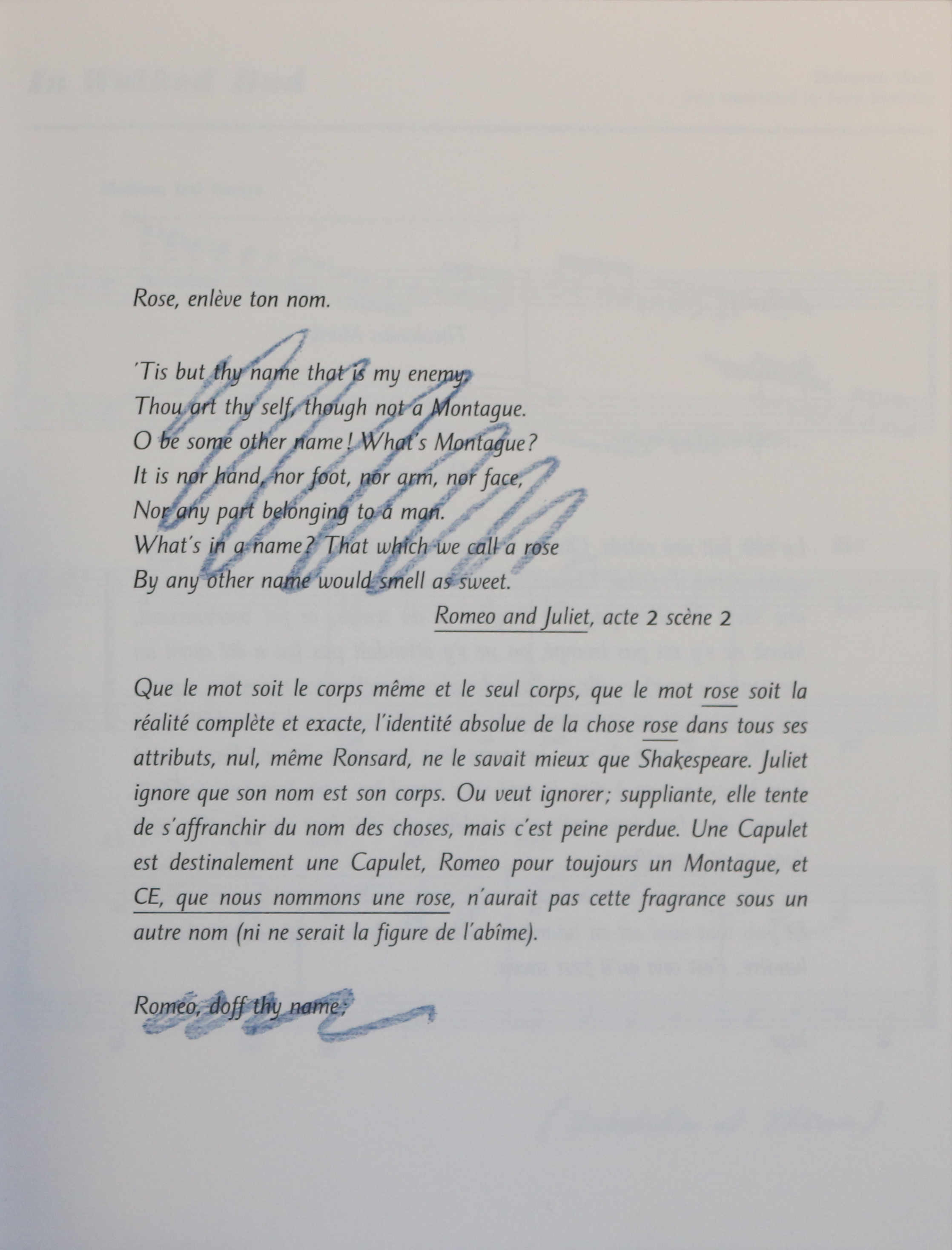
Au travail ma chérie, avec Pierre Buraglio, Imprimerie nationale, 1992.

- Épreuves du pouvoir, Paris, José Corti, 1961
- Lessive du loup, Paris, GLM, 1966
- Une vie d'homme, Paris, GLM, 1969
- Nous du service des cygnes, Paris, Claude Aubry, 1970
- Le ciel pas d'angle, Paris, P.O.L, 1983
- Rose-déclic, Paris, P.O.L, 1984
- Son blanc du un, Paris, P.O.L, 1986
- Xbo, Paris, P.O.L, 1988
- Outrance utterance et autres élégies, Paris, P.O.L, 1990
- Décisions ocres, Paris, Michel Chandeigne, 1992
- Au travail ma chérie (illustré par Pierre Buraglio), Paris, Imprimerie Nationale Editions, 1992
- IL, Paris, P.O.L, 1994
- Tiré à quatre épingles (illustré par Frédérique Lucien), Paris, Michel Chandeigne, 1995
- Le sujet monotype, Paris, P.O.L, 1997
- Été après avoir écrit "Le sujet monotype"  (illustrations de Pierre Buraglio), Chandeigne, Michel Chandeigne, Paris, 1997
- MW (chorégraphie de Mathilde Monnier et photographies d'Isabelle Waternaux), Paris, P.O.L, 2001
- Est-ce que j'peux placer un mot ?, Paris, P.O.L, 2001
- Mascunin fémilin, Paris, Michel Chandeigne, 2003
- sans lasso et sans flash, Paris, P.O.L, 2005
- en laisse, Paris, P.O.L, 2005
- éponges modèle 2003, Paris, P.O.L, 2005
- Citizen Do, Paris, P.O.L, 2008
- manque, Paris, P.O.L, 2012
- Madame Cézanne, Paris, Michel Chandeigne, 2014
- “après les attentats…”, Paris, Michel Chandeigne, 2015
- Rodin question présence, Paris, Michel Chandeigne, 2016
- le cap C, Paris, Michel Chandeigne, 2017
- deuil, Paris, P.O.L, 2018
- improvisations et arrangements, édition établie par Hadrien France-Lanord et Caroline Andriot-Saillant, Paris, P.O.L, 2018
- Magdaléniennement, Paris, P.O.L., 2020
- Son blanc du un, Blank sound one line, texte original avec traduction de Peter Consenstein, Éditions VVV éditions, 2023
- ça va bien dans la pluie glacée ?, Paris, P.O.L, 2023

Des textes et des plaquettes de Dominique Fourcade sont régulièrement publiés aux éditions Chandeigne.